# Lorna Raver
Lorna Raver (York, 9 ottobre 1943 – 12 maggio 2025) è stata un'attrice statunitense, apparsa in numerosi film e serie televisive. È stata anche una stimata narratrice di audiolibri. A volte viene accreditata come Lorna Raver Johnson.

## Filmografia

### Cinema
- La fortuna bussa alla porta... il problema è farla entrare (Opportunity Knocks), regia di Donald Petrie (1990)
- Freeway No Exit (Freeway), regia di Matthew Bright (1996)
- Drag Me to Hell, regia di Sam Raimi (2009)
- Blindato (Armored), regia di Nimród Antal (2009)
- The Caller, regia di Matthew Parkhill (2011)
- Rushlights, regia di Antoni Stutz (2013)

### Televisione
- E.R. - Medici in prima linea (ER) – serie TV, un episodio (1996)
- Febbre d'amore (The Young and the Restless) – soap opera, 26 episodi (1997–2007)
- Beverly Hills 90210 – serie TV, un episodio (1997)
- Star Trek: Voyager – serie TV, episodio 7x19 (2001)
- Una mamma per amica (Gilmore Girls) – serie TV, episodio 2x09 (2001)
- Streghe (Charmed) – serie TV, epsidoio 5x06 (2002)
- Boston Legal – serie TV, 2 episodi (2004-2006)
- Desperate Housewives – serie TV, episodio 1x10 (2004)
- Cold Case - Delitti irrisolti (Cold Case) – serie TV, episodio 1x15 (2004)
- CSI - Scena del crimine (CSI: Crime Scene Investigation) - serie TV, episodio 7x05 (2006)
- Nip/Tuck - serie TV, episodio 4x14 (2006)
- One Tree Hill – serie TV, un episodio (2009)
- Bones - serie TV, episodio 4x24 (2009)
- Grey's Anatomy – serie TV, episodio 10x07 (2013)

## Doppiatrici italiane
Nelle versioni in italiano delle opere in cui ha recitato, Lorna Raver è stata doppiata da:
- Graziella Polesinanti in Desperate Housewives, CSI - Scena del crimine, Grey's Anatomy
- Liliana Jovino in E.R. - Medici in prima linea
- Gioietta Gentile in Streghe
- Caterina Rochira in Nip/Tuck
- Sonia Scotti in Drag Me to Hell